# Nueva Zelanda en los Juegos Olímpicos de Atenas 2004
Nueva Zelanda estuvo representada en los Juegos Olímpicos de Atenas 2004 por un total de 148 deportistas que compitieron en 18 deportes.  
La portadora de la bandera en la ceremonia de apertura fue la atleta Beatrice Faumuina.

## Medallistas
El equipo olímpico neozelandés obtuvo las siguientes medallas:
| Nombre                                          | Deporte           | Competición         |
| ----------------------------------------------- | ----------------- | ------------------- |
| Oro                                             |                   |                     |
| Sarah Ulmer                                     | Ciclismo en pista | Persecución ind. F  |
| Georgina Evers-Swindell Caroline Evers-Swindell | Remo              | Scull doble (W2x) F |
| Hamish Carter                                   | Triatlón          | Individual M        |
| Plata                                           |                   |                     |
| Benjamin Fouhy                                  | Piragüismo        | K1 1000 m M         |
| Bevan Docherty                                  | Triatlón          | Individual M        |
| Bronce                                          |                   |                     |
| —                                               |                   |                     |